# Musée central romain-germanique
Le Musée central romain-germanique (ou RGZM, en allemand : Römisch-Germanisches Zentralmuseum) est un important musée archéologique situé à Mayence, dans le Land de Rhénanie-Palatinat, en Allemagne. Le musée, ouvert en 1852, est situé dans le château des Princes-Électeurs.

## Histoire
Ludwig Lindenschmit père fut le premier conservateur du musée, nommé au terme d’un « rassemblement des historiens et antiquaires allemands », du 16 au 19 août 1852 à Dresde. Il fut alors décidé de créer un « musée central romain-germanique » à Mayence et un « Germanisches Nationalmuseum » à Nuremberg (Musée national germanique de Nuremberg). La création du Musée à Mayence et le choix du château des Princes-Électeurs pour l'abriter ne sont pas arbitraires, mais symboliques des exigences d'un Musée national au moment de la Confédération germanique.
Le préhistorien et archéologue Paul Reinecke est nommé assistant en 1908 au Musée.
Début décembre 2007, il a été décidé de construire un nouveau bâtiment à la périphérie sud du centre-ville de Mayence, à côté du Musée de la Navigation antique. C'est là que son centre archéologique est en train de voir le jour. En juin 2017, l'exposition permanente du château des princes électeurs a été fermée au public dans le cadre des préparatifs du déménagement. Il est encore possible de la visiter lors de manifestations spéciales ainsi qu'au Musée de la navigation antique.

## Collections
Aménagé dans les deux ailes du château des Princes-Électeurs, le Musée présente un aperçu systématique de l'histoire de l'Europe. Il est divisé en trois départements, qui couvrent la période allant du Paléolithique au Haut Moyen Âge.
Le département Préhistoire présente notamment les cultures préhistoriques d’Europe et du Proche-Orient depuis la fin du Néolithique. Il montre l'influence de ce nouveau matériau qu'était le bronze sur la vie quotidienne des hommes de l'époque.
Quelques thèmes abordés par le musée :
- Premières sorties d'Afrique
- Le site préhistorique de Dmanissi, en Géorgie, avec Homo georgicus
- L'émergence et le développement de la chasse au gros gibier
- L'Europe néolithique
- La construction navale ancienne en Europe occidentale, centrale et septentrionale
- Formes de romanisation dans les provinces frontalières du nord de l'Empire romain, de la Grande-Bretagne à la mer Noire
- Études sur la structure et la genèse des élites dans les sociétés pré- et protohistorique
- Émergence d'un paysage industriel
- Les anciennes carrières de la région minière entre l'Eifel et le Rhin
- Transformation et échanges culturels dans le monde méditerranéen

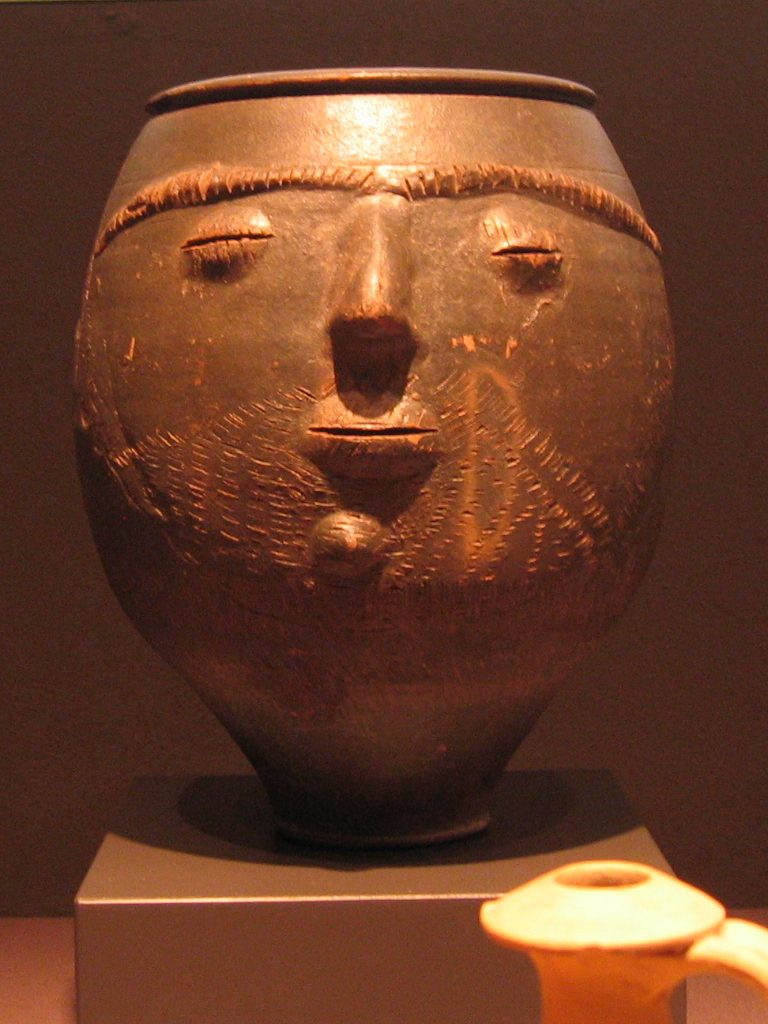
Urne cinéraire faciale celte
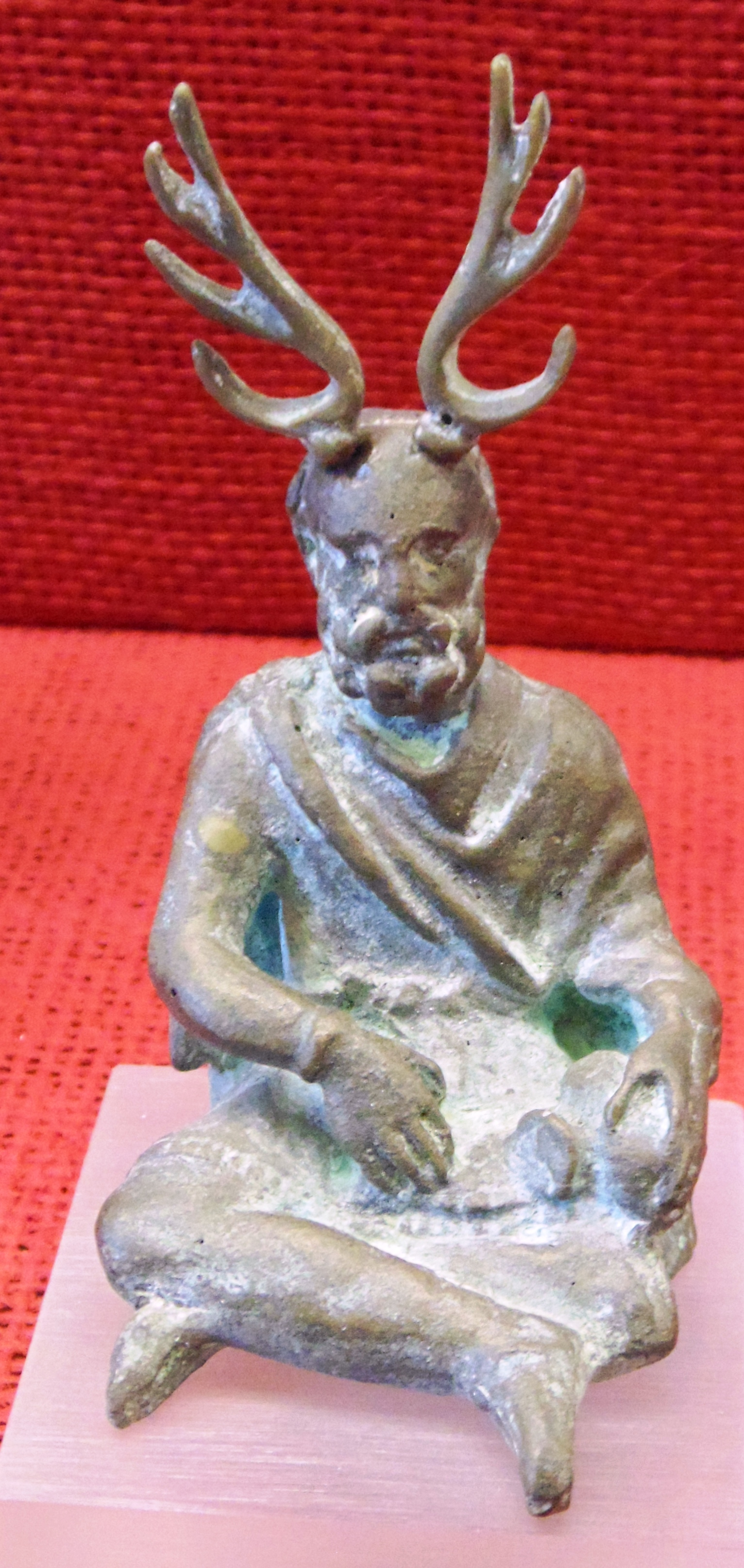
Cernunnos en bronze
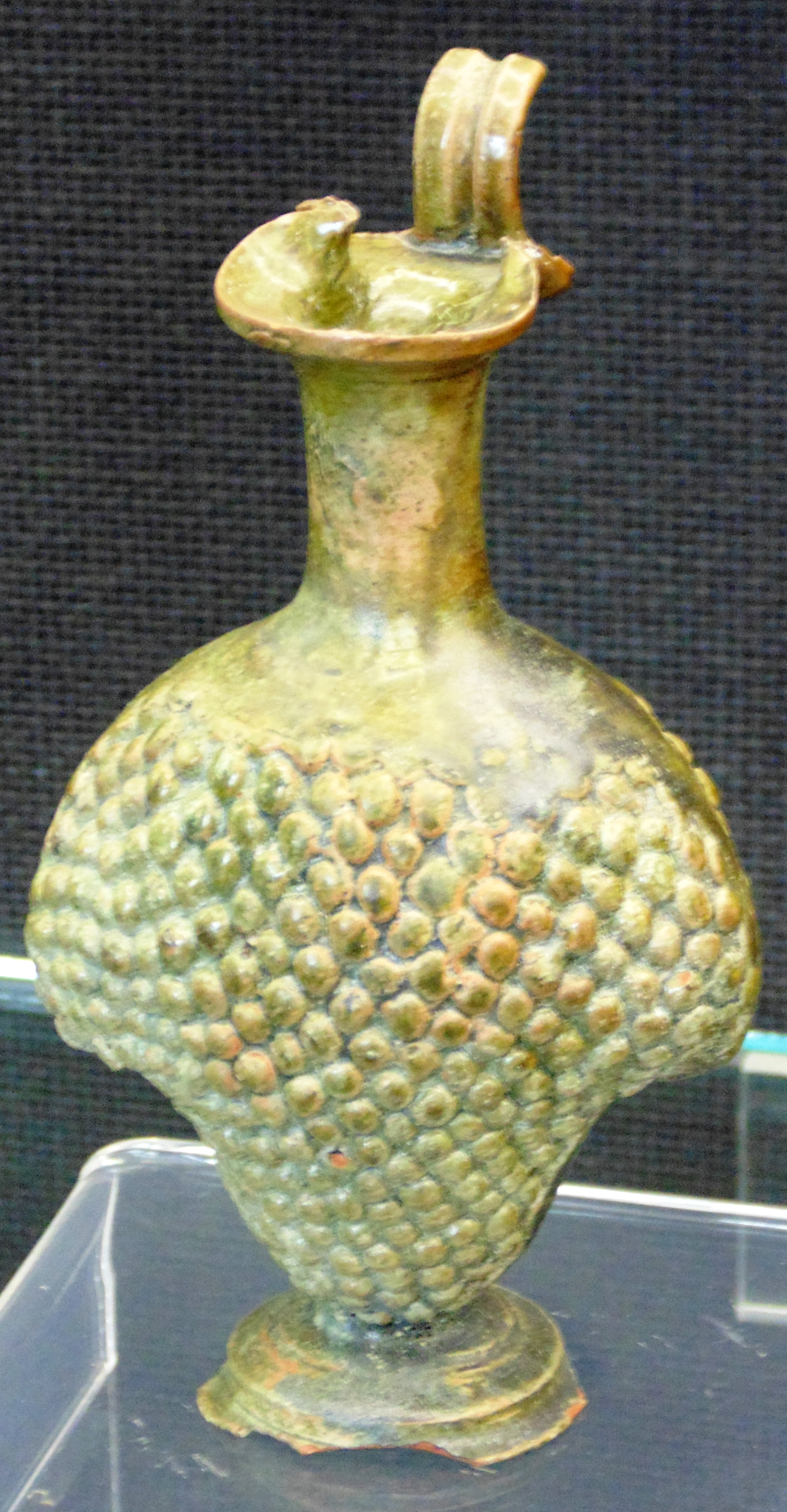
Vase romain en forme de grappe de raisin
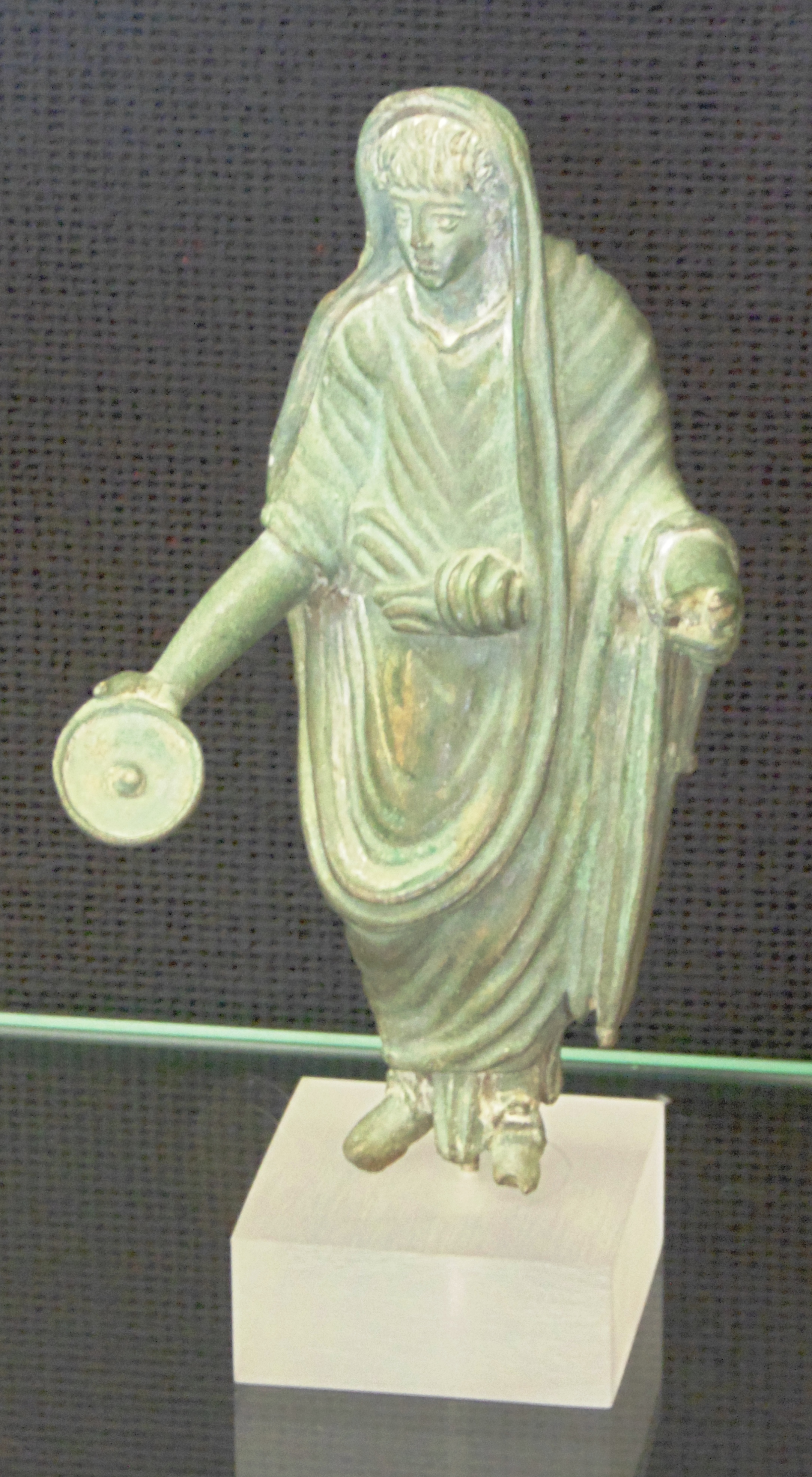
Figurine d'une prêtresse en bronze
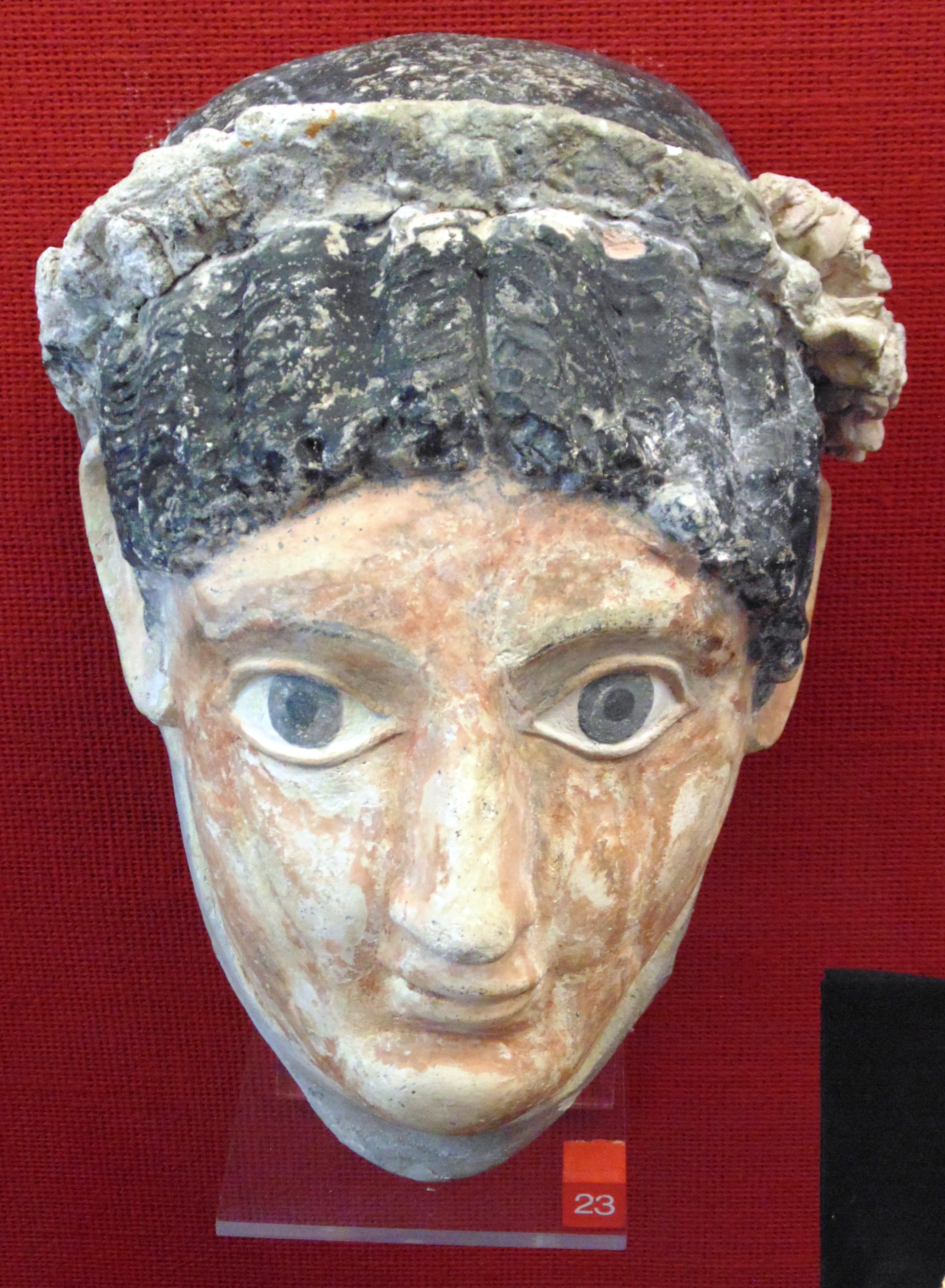
Figure peinte en terre cuite

## Laboratoires et ateliers de restauration
Spécialisés dans la restauration de pièces archéologiques, les laboratoires du Musée utilisent des techniques modernes empruntées aux sciences naturelles, où ils bénéficient d'une renommée internationale. Les découvertes archéologiques du monde entier sont, depuis 1852, restaurées, conservées puis reproduits dans les laboratoires de l'institut.
Leurs capacités techniques et moyens de restauration sont notamment illustrés par le mandat de restauration et de conservation de deux épaves romaines d’envergure. Naviguant autrefois sur le Danube, elles ont été découvertes en 1986 et prélevées en 1994 à proximité des fortifications romaines impériales de l’Oberstimm, dans l’actuel bourg de Manching, en Haute-Bavière, où elles sont conservées depuis 2006 par le Musée celto-romain de Manching.
Les projets les plus connus sont la restauration de l’équipement d'Ötzi, momie découverte dans le sud du Tyrol, celle du sanglier-enseigne de Soulac-sur-Mer en laiton, du chien en verre de Wallertheim, et du mobilier trouvé dans la tombe d’un prince péruvien antérieur aux Incas.

## Fonctions de formation et de recherche
La diversité des activités du Musée lui permet de compter parmi les meilleurs centres de formation de restaurateurs.
Le centre de recherche du Musée intervient surtout dans la manipulation des vestiges, et plus rarement dans les investigations de terrain. Il forme également des restaurateurs (à terme dans le cadre d'un programme de baccalauréat, accordé conjointement avec l'université Johannes-Gutenberg de Mayence). En collaboration avec l'université de Mayence, un pôle de compétence « Archéométrie minéralogiques et de recherche en conservation » a été créé.

## Publications archéologiques
La maison d’édition du Musée publie deux importantes revues archéologiques : le Jahrbuch des RGZM ainsi que Archäologisches Korrespondenzblatt. Elle édite également, dans des catalogues et des monographies, les travaux de son institut.

## Coopérations internationales
Des contacts internationaux ont permis au Musée de mener des projets à l’étranger. Il a conduit, entre 1996 et 2003, un ambitieux projet de recherche avec le Musée égyptien du Caire. Il s´agissait de restaurer des figurines de cuivre du pharaon Pepi Ier et de son fils, et ainsi obtenir de grandes sculptures en métal. Entre 1992 et 1999 des chercheurs de l’institut ont travaillé sur le site de Dmanissi avec leurs homologues géorgiens. Ils ont alors découvert des fossiles humains datant de 1,77 million d'années, les plus anciens connus à ce jour hors d'Afrique.
Le plus grand projet étranger mené à ce jour se fonde sur un échange avec l’institut archéologique de la province du Shaanxi, en Chine. Ces équipes travaillent à la restauration et à l´étude du mausolée du premier empereur chinois, connu pour son armée de terre cuite. Depuis 1990, de nouveaux ateliers ont été établis à l´initiative du ministère pour l´enseignement et la recherche, dans la capitale de la province, Xi'an. Ses membres s’occupent de la restauration et de l’analyse d´objets archéologiques classés comme biens culturels de premier rang par le gouvernement chinois.